# Левашёв, Алексей Фёдорович
Алексей Фёдорович Левашев (30 марта 1900, дер. Большой Двор, — 23 февраля 1942, у дер. Озеречня, Смоленская область) — советский военный деятель, Генерал-майор (1942 год).

## Биография
Алексей Фёдорович Левашев родился 30 марта 1900 года в деревне Большой Двор (ныне Бабушкинского района, Вологодская область).

### Гражданская война
В сентябре 1919 года был призван в ряды РККА и направлен красноармейцем в 3-й стрелковый полк, в составе которого воевал на Восточном фронте против войск под командованием адмирала А. В. Колчака. В августе 1920 года был направлен на службу в команду пеших разведчиков 1-го запасного стрелкового полка, а затем вновь в 3-м стрелковом полку (Киевская бригада). Принимал участие в боевых действиях против войск под командованием Ю. О. Тютюнника и Струка на Украине.

### Межвоенное время
В августе 1921 года Левашев был направлен на учёбу в 5-ю Киевскую пехотную школу, после окончания которой с сентября 1924 года служил в 166-м стрелковом полку (56-я стрелковая дивизия) на должностях командира взвода и помощника командира роты. С октября 1925 года служил в 127-м стрелковом полку (43-я стрелковая дивизия) исполняющим должности командира роты, начальника полковой школы и командира батальона.
В октябре 1929 года Левашев был направлен на учёбу на Стрелково-тактические курсы «Выстрел», которые окончил в мае 1930 года.
В апреле 1933 года был назначен на должность начальника штаба 2-го батальона ОСНАЗ (Белорусский военный округ), в июле 1934 года — на должность командира 7-го батальона ОСНАЗ этого же округа, в июне 1936 года — на должность командира батальона в 47-й воздушно-десантной бригаде, в феврале 1938 года — на должность начальника Минского военного училища, а в сентябре того же года — на должность командира 47-й воздушно-десантной бригады, которая в 1939 году была преобразована в 214-ю воздушно-десантную бригаду, а в 1941 году была включена в состав 4-го воздушно-десантного корпуса.
В 1940 году Левашев окончил курсы усовершенствования командного состава при Военной академии имени М. Ф. Фрунзе.

### Великая Отечественная война
С началом войны 214-я воздушно-десантная бригада под командованием Левашева вела боевые действия на Западном фронте в тылу противника в районах городов Осиповичи и Бобруйск. В августе бригада перешла линию фронта и затем в составе 4-го воздушно-десантного корпуса была выведена в резерв Ставки Верховного Главнокомандования и передислоцирована в Саратовскую область на переформирование.
В ноябре 1941 года полковник Алексей Фёдорович Левашев был назначен на должность командира 4-го воздушно-десантного корпуса, который в декабре был передислоцирован под Москву, где вскоре принял участие в ходе Вяземской воздушно-десантной операции, в ходе которой с 18 по 22 января в ночное время суток южнее города Юхнов были высажены 250-й отдельный стрелковый полк (посадочным способом) и часть 201-й воздушно-десантной бригады, которые вскоре освободили несколько населённых пунктов юго-восточнее города Вязьма. Для остановки отступления войск противника из района Вязьмы с 27 января по 2 февраля производилось десантирование основных сил 4-го воздушно-десантного корпуса.
Во время управления корпусом в ходе перелёта в район населённого пункта Озеречня (Сафоновский район, Смоленская область) 23 февраля 1942 года в результате обстрела самолёта генерал-майор Александр Фёдорович Левашев погиб. Похоронен в городе Раменское (Московская область).

## Награды
- Орден Ленина;
- Орден Отечественной войны 1 степени;
- Юбилейная медаль «XX лет Рабоче-Крестьянской Красной Армии».